# رومن یاکوبسن
رومن یاکوبسن (۱۱ اکتبر ۱۸۹۶ – ۱۸ ژوئیهٔ ۱۹۸۲) زبان‌شناس روسی و نظریه‌پرداز ادبی بود. او یکی از بنیان‌گذاران مکتب زبان‌شناسی پراگ است.

## زندگی
او ابتدا در روسیه فعالیت می‌کرد. پس از انقلاب روسیه به پراگ رفت و در مکتب زبان‌شناسی پراگ به فعالیت‌های خود ادامه داد. با شروع جنگ جهانی دوم، ابتدا به کپنهاگ و سپس به آمریکا رفت و به تدریس در دانشگاه هاروارد و مؤسسه فناوری ماساچوست پرداخت. او در سال ۱۹۸۲ در آمریکا درگذشت.

## پژوهش‌ها
او در پژوهش‌های زبان‌شناختی خود، کاملاً چندبعدی عمل می‌کرد و جنبه‌های مختلف مطالعه زبان را مد نظر قرار می‌داد.

### روان‌شناسی زبان
او مقالاتی راجع به زبان‌آموزی کودک، ترتیب یادگیری مفاهیم زبانی و مراحل فراگیری همخوان‌ها و واکه‌ها و زبان‌پریشی دارد و بنابراین یکی از پیشگامان علم روان‌شناسی زبان به حساب می‌آید. او با استفاده از مفهوم نشان‌داری توانست آن دسته از مقوله‌های زبانی را که کودکان در مراحل اولیه یادگیری می‌آموزند و در صورت وقوع زبان‌پریشی، دیرتر از دست می‌روند، مشخص کند. او این مقوله‌ها را بی‌نشان و سایر مقوله‌های زبانی را که دیرتر آموخته می‌شوند و در زبان‌پریشی زودتر از دست می‌روند، نشان‌دار می‌داند.

### واج‌شناسی و آواشناسی
پژوهش‌های او در آواشناسی و واج‌شناسی عبارتند از:
- مشخصه‌های دو ارزشی در مقابل مشخصه‌های غیر دو ارزشی
- «اصل یک‌دهان» که بر اساس آن می‌توان همخوان‌ها و واکه‌ها را بر اساس مشخصه‌های یکسان توصیف کرد.
- به خدمت گرفتن مشخصه‌های آوایی صوتی (آکوستیکی) در توصیف واج‌ها و تبیین‌های واجی: یاکوبسن نشان داد که گاهی استناد به مشخصه‌های آکوستیکی در توصیف‌های آوایی و واجی اجتناب‌ناپذیر است و آواشناسی تولیدی به تنهایی نمی‌تواند توجیه‌کننده قواعد آوایی و واجی باشد.
- مشخصه‌های آوایی همگانی/جهانی شامل ۱۲ مشخصه ممیز: بیشتر این مشخصه‌ها در رویکردهای معاصر به مطالعه واج‌شناسی از قبیل واج‌شناسی زایشی، واج‌شناسی خودواحد و نظریه بهینگی همچنان مورد استفاده قرار می‌گیرند.

### زبان‌شناسی تاریخی
او در حوزه تغییرات تاریخی زبان‌ها از غایت‌مندی تغییرات زبانی، یعنی تغییرات هدفمند و جهت‌دار در زبان، به جای تغییرات بی‌هدف و تصادفی سخن می‌گوید، به این معنا که تغییرات زبانی، تغییرات منفرد و بی‌ربط محسوب نمی‌شوند و همه تغییرات در راستای رسیدن به یک هدف پیش می‌روند؛ مثلاً از نظر رده‌شناسی مبتنی بر ساخت‌واژه، فارسی باستان، یک زبان پیوندی محسوب می‌شود، در حالی که فارسی امروز، زبانی تحلیلی است، یعنی زبانی که صورت واژه‌ها تغییر نمی‌کند و نقش‌های دستوری به وسیله حرف اضافه نماینده می‌شوند. به این اعتبار می‌توان گفت همه تغییرات به سمت یک هدف نهایی بوده و آن اینکه یک زبان پیوندی به یک زبان تحلیلی یا زبان گسسته تبدیل شود.

### زبان‌شناسی و ادبیات
او در مطالعه روابط زبان‌شناسی و ادبیات، به بررسی سبک‌شناسی و مفاهیم استعاره و مجاز می‌پردازد و مفاهیم به کار رفته در مطالعات ادبی را از دید زبان‌شناختی تبیین می‌کند. او در یکی از نوشته‌های خود چنین می‌گوید:
زبان‌شناسی که گوش خود را به روی نقش شعری و شاعرانه زبان بسته است و ادیبی که نسبت به مسائل زبان‌شناختی بی‌تفاوت است و با روش‌های زبان‌شناختی ناآشناست، هر دو به یک میزان آشکارا دچار واپس‌گرایی هستند.

### نقش‌های زبان
او به ازای شش عامل زبانی «شنونده»، «گوینده»، «بافت»، «پیام»، «تماس» و «رمز»، به ترتیب نقش‌های زبانی «ترغیبی»، «عاطفی»، «ارجاعی»، «شعری»، «همدلی» و «فرازبانی» را پیشنهاد می‌کند.